# Дурень в похід зібрався
«Дурень в похід зібрався» (англ. Idiot's Crusade) — науково-фантастичне оповідання Кліффорда Сімака, вперше опубліковане журналом «Galaxy Science Fiction» в жовтні 1954 року.

## Сюжет
Сільський розумово відсталий хлопчина Джим, з яким не дуже добре обходились жителі села, отримав надзвичайні здібності.
Це сталося внаслідок проникнення в його свідомість таємного іншопланетного спостерігача, який по необережності відкрив свої здібності для використання їх своїм піддослідним носієм.
Джим почав бачити скрізь непрозорі предмети і керувати свідомістю тварин і людей.
Спочатку він використав надздібності, щоб закидати вудку перед найбільшими рибинами і викликати в них почуття голоду.
А потім вбив сільського банкіра, який колись продав їхній будинок за борги, заставивши його серце стиснутися.
Після цього вирішив помститись фермеру, який колись обрахував його.
Для цього він спалив його стодолу, але вона виявилась повністю застрахованою. Тому Джим розлютив бика і натравив його на фермера.
Далі Джим склав список всіх хто колись його ображав, і це виявились майже всі жителі села.
Але дві смерті спричинені ним, викликали в нього почуття провини і він вирішив повестись гуманно і заставити своїх кривдників вести праведне життя.
Навіюванням він заставив жителів перестати обраховувати, гнати самогон та чинити перелюб.
Селяни зажили праведним життям, але не стали від цього щасливішими.
Далі Джим вирішив, що несправедливо рятувати життя тільки своїм знайомим. Бо він тепер знаряддя добра і йому потрібно використовувати свої здібності на благо всього людства.
Таємний іншопланетний спостерігач послав сигнал SOS, оскільки не зміг ні контролювати Джима, ні від'єднатись від його свідомості.